# Reugney
Reugney é uma comuna francesa na região administrativa de Borgonha-Franco-Condado, no departamento de Doubs. Estende-se por uma área de 8,19 km². Em 2010 a comuna tinha 323 habitantes (densidade: 39,4 hab./km²).